# 美祢四郎ヶ原中継局
美祢四郎ヶ原中継局（みねしろうがはらちゅうけいきょく）は、かつて山口県美祢市にあったテレビ中継局である。

## 概要
当中継局は、美祢市大嶺町西分字七田に置かれ、桜山（美祢テレビ中継局）からの電波が届きにくい四郎ヶ原地域をカバーしていた。しかし、有線テレビ（美祢市有線テレビ）や共同受信設備が普及したことにより、2006年9月30日を以て廃止された。

## 中継局概要（廃止時点）
| 放送局名      | チャンネル | 空中線電力          | ERP  | 放送対象地域 | 放送区域内世帯数 | 偏波面   | 廃止年月日    |
| ------------- | ---------- | ------------------- | ---- | ------------ | ---------------- | -------- | ------------- |
| NHK山口総合   | 43ch       | 映像100mW /音声25mW | 不明 | 山口県       | 不明             | 水平偏波 | 2006年9月30日 |
| NHK山口教育   | 45ch       | 映像100mW /音声25mW | 不明 | 全国         | 不明             | 水平偏波 | 2006年9月30日 |
| KRY山口放送   | 37ch       | 映像100mW /音声25mW | 不明 | 山口県       | 不明             | 水平偏波 | 2006年9月30日 |
| tysテレビ山口 | 35ch       | 映像100mW /音声25mW | 不明 | 山口県       | 不明             | 水平偏波 | 2006年9月30日 |

- KRY・TYSは1981年2月17日から運用開始
- yab山口朝日放送にはチャンネルが割り当てられていなかった。